# 펀자브어 위키백과
펀자브어 위키백과(펀자브어: پنجابی وکیپیڈیا(Shahmukhi); ਪੰਜਾਬੀ ਵਿਕੀਪੀਡੀਆ(Gurmukhi), Punjabi Wikipedia)는 자유로운 백과사전인 위키백과의 펀자브어 버전이다. 펀자브어 위키백과에는 동부 펀자브어 위키백과(구르무키 문자)와 서부 펀자브어 위키백과(샤무키 문자)의 두 가지 버전이 있다.

## 같이 보기
- 위키백과 목록
- 구자라트어 위키백과